# Territori Indi
En termes genèrics, territori indi, territoris indis o país amerindi descriu una àrea de terra que el govern dels Estats Units reservà per a la reubicació dels amerindis i que concedeix títol aborigen a la seva terra. En general, les tribus van cedir terres que ocupaven, a canvi de concessions de terres en una àrea comprada pel govern federal dels Estats Units a Napoleó I en la compra de la Louisiana. El concepte de territori indi va ser el resultat de la política de deportació dels indis dels Estats Units dels segles xviii i xix. Després de la Guerra Civil dels Estats Units la política del govern era d'assimilació.
El terme reserva india descriu les terres que el govern britànic reservà per a la població indígena entre les Muntanyes Apalatxes i el riu Mississipi en el moment abans de la Guerra de la Independència dels Estats Units. Les fronteres generals foren establides per la Indian Intercourse Act de 1834. El territori estava situat al Mig-Oest.
Territori indi es va referir més tard a un territori no organitzat. Els límits generals van ser establerts inicialment per la Indian Intercourse Act de 1834, i fou el successor del Territori de Missouri després que Missouri es convertís en estat. Les fronteres del territori indi es van reduir en grandària després que fossin aprovades diverses lleis orgàniques pel Congrés per tal de crear territoris incorporats dels Estats Units. L'Oklahoma Enabling Act de 1907 creà l'únic estat d'Oklahoma mitjançant la combinació del Territori d'Oklahoma i el territori indi, posant fi a l'existència d'un territori indi.

## Geografia

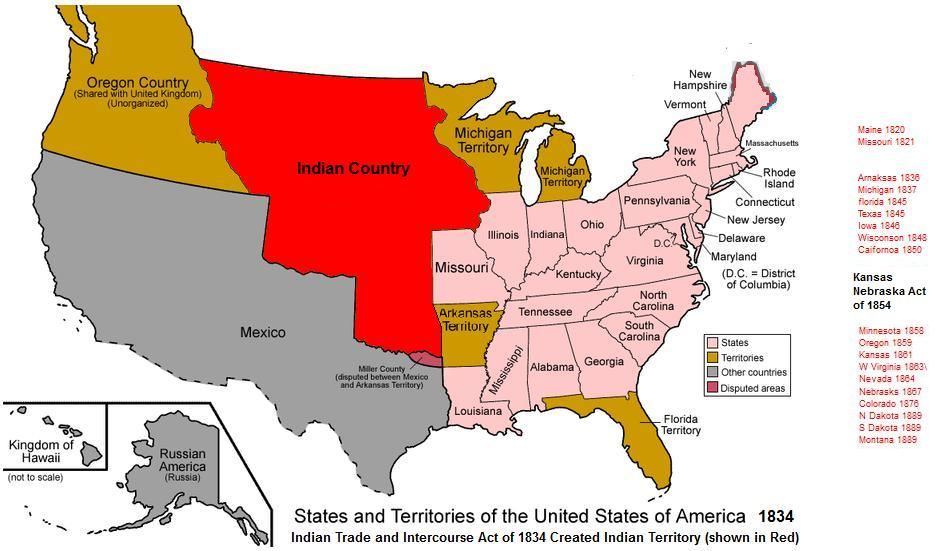
País Indi el 1834 (en vermell)

Tot i que el Congrés va aprovar diverses lleis orgàniques que van proporcionar un camí per a la estatitat per a la major part de l'original País Indi, el Congrés mai va aprovar una Llei Orgànica per al Territori Indi. El Territori Indi mai va ser un territori organitzat incorporat pels Estats Units. En general, les tribus no podien vendre terres als no-indígenes (Johnson contra M'Intosh). Els tractats amb les tribus restringien l'entrada de persones no indígenes a les zones tribals. Les tribus índies van ser en gran manera autònomes, eren nacions sobiranes amb governs tribals i cultures ben establerts. La regió mai va tenir un govern formal fins després de la Guerra Civil dels Estats Units. Per tant, la ubicació geogràfica comunament anomenada "territori indi" no era un territori tradicional.
Després de la Guerra Civil la Comissió de Tractats del Sud va reescriure els tractats amb les tribus que es van aliar amb la Confederació, reduint el territori de les cinc tribus civilitzades i facilitaren terrenys per reubicar els indis de les planes i les tribus del Mig-Oest. Aquests tractats reescrits incloïen disposicions per a una legislatura territorial amb la representació proporcional de les diverses tribus.
Amb el temps, el Territori Indi es va reduir al que avui és Oklahoma. La Llei Orgànica de 1890 va reduir el Territori Indi de les terres ocupades per les cinc tribus civilitzades i les tribus de l'agència índia Quapaw (en les fronteres de Kansas i Missouri). La porció occidental restant de l'antic Territori Indi va esdevenir el Territori d'Oklahoma.

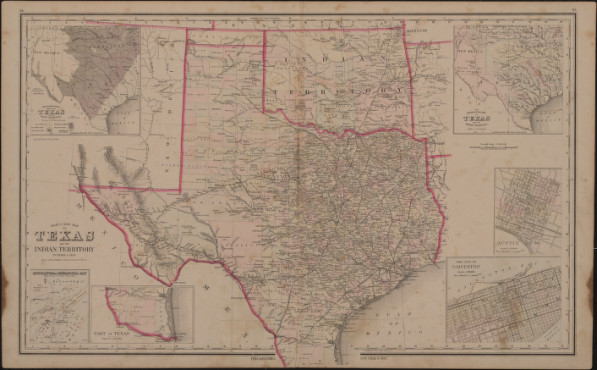
Nou mapa de Gray de Texas i Territori Indi (c. 1876)

La Llei Orgànica d'Oklahoma aplicava les lleis de Nebraska per al territori incorporat d'Oklahoma, i les lleis d'Arkansas a l'encara no incorporat Territori Indi (durant anys la cort federal tenia la jurisdicció a Fort Smith).

## Història

### Reserva Índia i Compra de la Louisiana
El concepte d'un territori indi és el successor de la Reserva Índia britànica, un territori d'Amèrica del Nord britànica establert per la Proclamació Reial de 1763 que deixava de banda terra per a l'ús dels indis americans. La proclamació limitava l'assentament dels europeus a terres reclamades per la corona a l'est de les Muntanyes Apalatxes. El Territori es va mantenir actiu fins al Tractat de París (1783), que va posar fi a la Guerra de la Independència, i la terra va ser cedida als Estats Units. El govern britànic va reduir la superfície de la Reserva Índia, i els Estats Units la van reduir encara més després de la Guerra d'Independència dels Estats Units fins que va incloure només les terres a l'oest del riu Mississipi.
Al la revolució americana, moltes tribus ameríndies havien tingut relacions a llarg termini amb els britànics i eren lleials a l'Imperi Britànic, però tenien una relació menys desenvolupada amb els colons de l'imperi convertits en rebels. Després de la derrota dels britànics els estatunidencs van envair dues vegades el País d'Ohio i van ser derrotats dues vegades. Finalment van derrotar una confederació índia a la batalla de Fallen Timbers el 1794 i li van imposar el Tractat de Greenville, que va cedir la major part del que ara és Ohio, que forma part de l'actual Indiana, i les terres que inclouen les actuals Chicago i Detroit, al govern federal dels Estats Units.
El període després de la Guerra d'Independència dels Estats Units va ser de ràpida expansió cap a l'oest. Les àrees ocupades per amerindis van ser anomenats país indi, que no era ni tan sols un territori no organitzat, com les àrees establertes per un tractat.

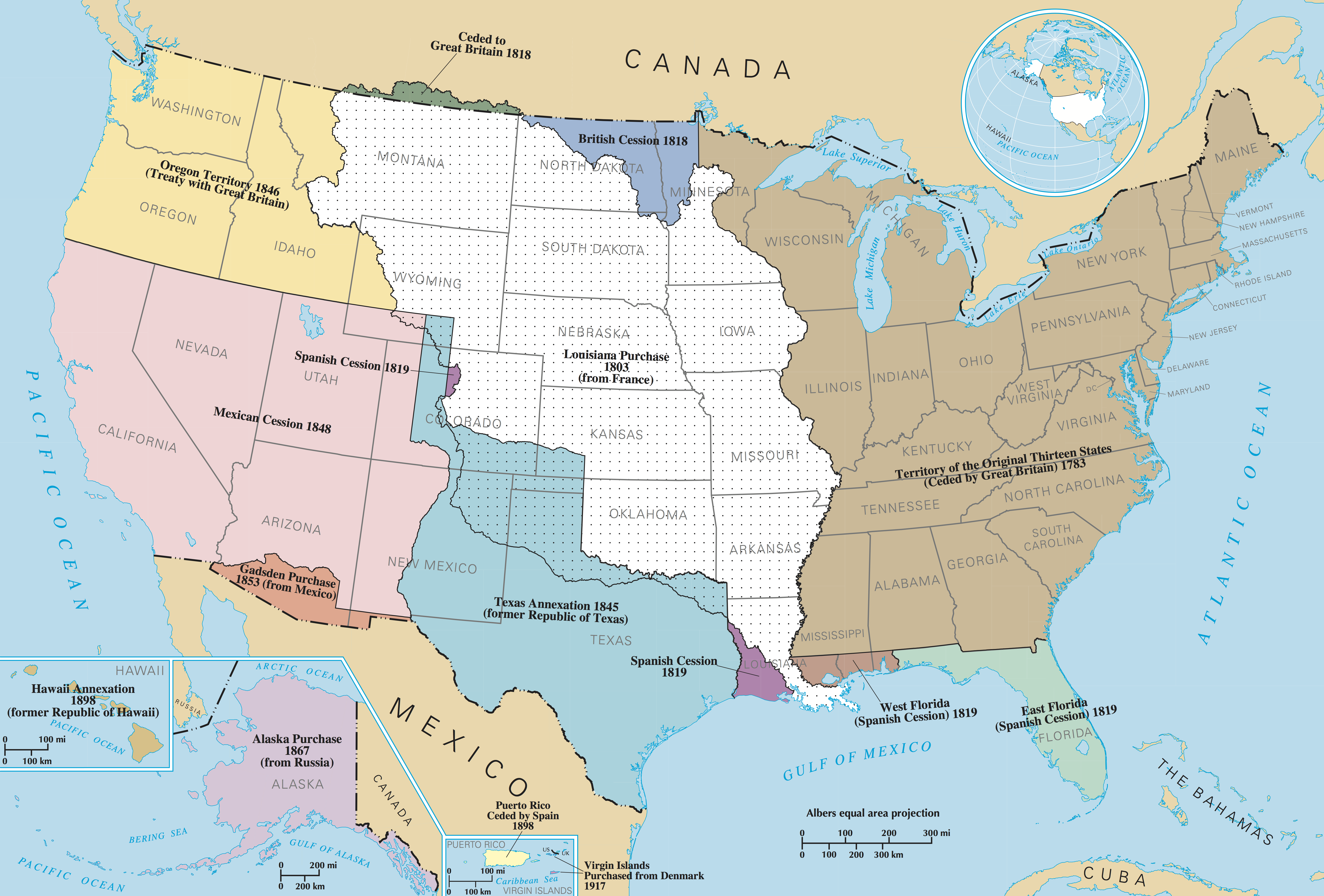
La Compra de la Louisiana fou una de les nombroses incorporacions territorials dels Estats Units.

El 1803 els Estats Units van acordar la compra de la reclamació francesa del territori de Louisiana per un total de 15 milions de dòlars (menys de trescentaus de dòlar per acre).
El president Thomas Jefferson dubtava de la legalitat de la compra. No obstant això, el cap dels negociadors, Robert R. Livingston creu que l'article 3r del tractat que disposava la compra de la Louisiana seria acceptable per al Congrés. El tercer article deia, en part:
«Els habitants dels territoris cedits s'incorporaran a la Unió dels Estats Units, i s'admetran a la brevetat possible, d'acord amb els principis de la Constitució Federal, per al gaudi de tots els drets, avantatges i immunitats dels ciutadans de la Estats Units; i mentrestant, seran mantinguts i protegits en el gaudi de la seva llibertat, la propietat i la religió que professin.»
Que encomana al govern dels EUA a «l'última, però no immediata, admissió» del territori com a diversos estats, i «ajornà la seva incorporació a la Unió per al plaer del Congrés».
Després de la compra de la Louisiana el 1803, el president Thomas Jefferson i els seus successors van veure molta de la terra a l'oest del riu Mississipi com un lloc per a reubicar als nadius americans, de manera que els colons blancs tindrien la llibertat de viure en les terres a l'est del riu. La deportació dels indis dels Estats Units va esdevenir la política oficial del govern dels Estats Units, amb el pas dels anys 1830 Indian Removal Act, formulat pel president Andrew Jackson.

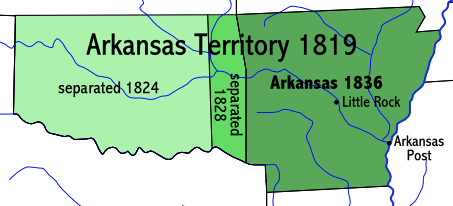

Quan Louisiana esdevingué estat el 1812, la resta del Territori fou reanomenat Territori de Missouri per evitar confusions. El Territori d'Arkansas, que incloïa l'actual Estat d'Arkansas, més la major part de l'estat d'Oklahoma, va ser creat a partir de la part sud del Territori de Missouri el 1819. Originalment, la frontera oest de Missouri tenia la intenció d'anar cap al sud fins al riu Red. Tanmateix durant les negociacions amb els choctaws el 1820, Andrew Jackson cedí més Territori d'Arkansas als choctaw del que pensava, el que resultà un revolt a la frontera entre Arkansas i Oklahoma a Fort Smith (Arkansas). La General Survey Act de 1824 va permetre un estudi que va establir la frontera occidental del Territori d'Arkansas a l'interior de l'actual estat d'Oklahoma, on les tribus choctaw i cherokee tribus havien començat a establir-se prèviament. Les dues nacions es van oposar fermament i el 1828 una nova enquesta redefiní la frontera oest d'Arkansas. Per tant, la «zona índia» abastaria els actuals estats d'Oklahoma, Kansas, Nebraska i part d'Iowa.

### Recol·locació i tractats

Abans de la Llei d'Assignacions índies de 1871 gran part del que es va anomenar Territori Indi era una àrea gran en la part central dels Estats Units, els límits van ser establerts pels tractats entre el Govern dels Estats Units i diverses tribus índies. Després de 1871 el Govern Federal va tractar amb les tribus índies a través dels estatuts; la Llei d'Assignacions Índies de 1871 també va declarar que. "[Cap] nació índia o tribu en el territori dels Estats Units es coneix o reconeix com a nació independent ...".
La Llei d'Assignacions Índies també va convertir en delicte federal cometre assassinat, homicidi, violació, assalt amb intenció de matar, incendi premeditat, robatori i furt dins de qualsevol territori dels Estats Units. El Tribunal Suprem va confirmar l'acció el 1886 als Estats Units contra Kagama, que va afirmar que el Govern dels Estats Units té poder plenari sobre les tribus natives americanes dins les seves fronteres mitjançant la racionalització que «El poder de les administracions públiques sobre aquestes restes d'una raça, un cop poderosa… fa falta per llur protecció, així com per la seguretat d'aquells entre els que habiten». Mentre que el govern federal dels Estats Units havia reconegut anteriorment les tribus índies com semiindependents «té el dret i l'autoritat, en lloc de controlar-los per tractats, de governar per lleis del Congrés, que estiguin dins del límit geogràfic dels Estats Units…Els indis no tenen cap lleialtat a un Estat en el qual es podrà establir la reserva, i l'Estat no els dona protecció».

### Reducció de superfície
Els colons blancs van seguir inundant el país indi. A mesura que la població augmentava, els colons podrien demanar al Congrés la creació d'un territori. Això iniciaria una llei orgànica, que establiria un govern territorial en tres parts. El governador i el poder judicial són nomenats pel President dels Estats Units, mentre que el poder legislatiu era escollit pels ciutadans que residien al territori. Se li va permetre un escó a la Cambra de Representants dels Estats Units a un representant electe. El govern federal es feia càrrec dels assumptes territorials. Més tard, els habitants del territori podrien sol·licitar la seva admissió com a Estat ple. No es va prendre cap d'aquestes accions a l'anomenat Territori Indi, de manera que l'àrea no va ser tractat com un territori legal.

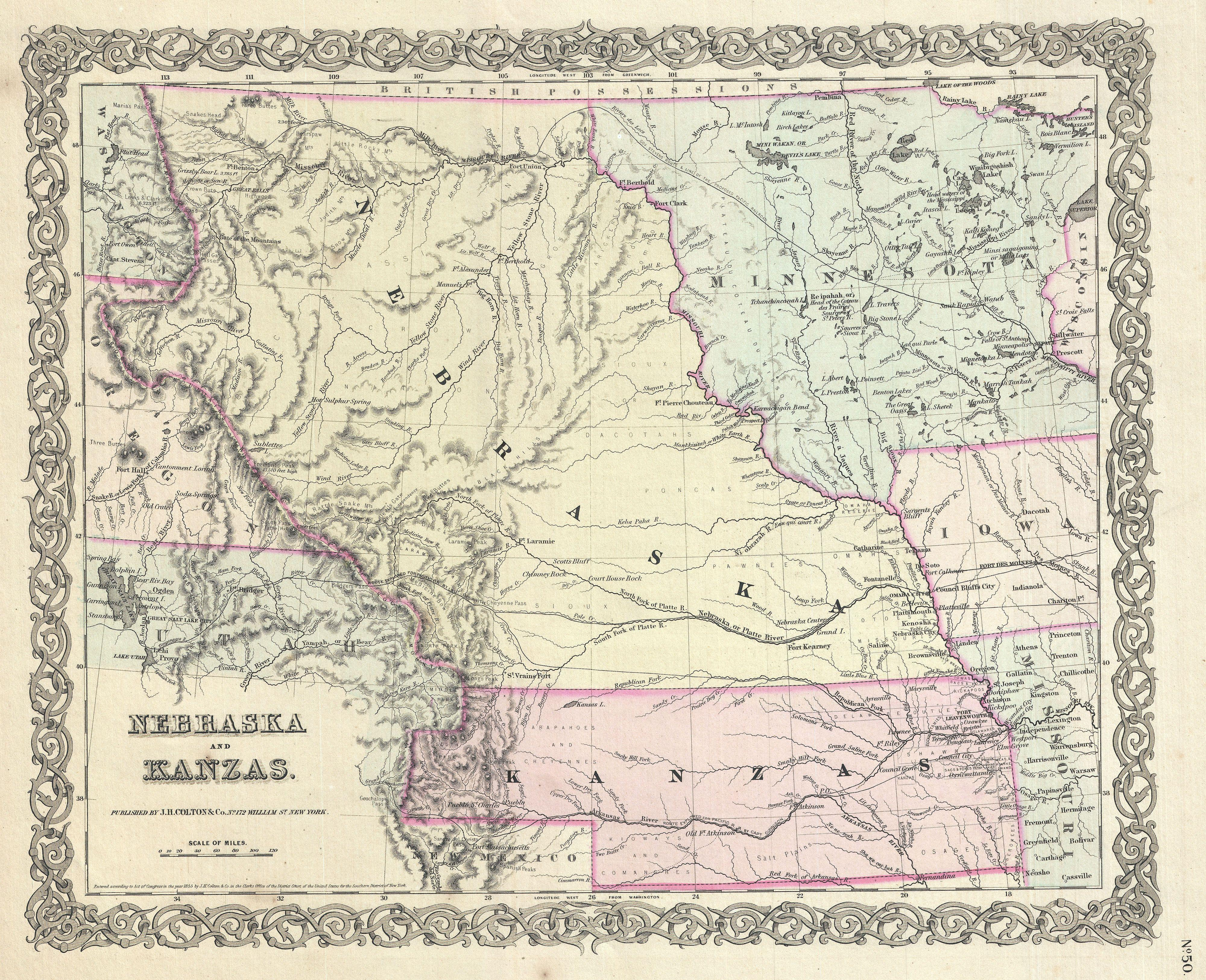
Territoris de Kansas, Nebraska i Minnesota, 1855

La reducció de la superfície del Territori Indi (o País Indi, tal com es defineix a l'Indian Intercourse Act de 1834), el successor de territori de Missouri començar gairebé immediatament després de la seva creació amb:
- El Territori de Wisconsin es va formar el 1836 a partir de les terres a l'est del Mississipi i entre els rius Mississipi i Missouri. Wisconsin es va convertir en estat el 1848
  - El Territori d'Iowa (terra entre els rius Mississipi i Missouri) es va separar del Territori de Wisconsin el 1838 i es va convertir en estat el 1846.
    - El Territori de Minnesota es va dividir des de Territori d'Iowa el 1849 i es va convertir en un estat el 1858.
- El Territori de Dakota es va organitzar el 1861 a la part nord del Territori Indi i el Territori de Minnesota. El nom es refereix a la branca dakota de les tribus sioux.
  - Dakota del Nord i Dakota del Sud es van convertir en estats el 1889.
  - Els actuals estats de Montana i Wyoming van ser també part del Territori de Dakota.

El Territori Indi es va reduir als límits aproximats de la situació actual d'Oklahoma per la Llei de Kansas-Nebraska de 1854, que va crear el Territori de Kansas i el Territori de Nebraska. Els límits dels territoris clau van ser:
- 40° N l'actual frontera Kansas-Nebraska
- 37° N l'actual frontera Kansas-Oklahoma (Territori Indi)

Kansas es va convertir en estat el 1861, i Nebraska es va convertir en estat el 1867. El 1890 la Llei Orgànica d'Oklahoma creava el Territori d'Oklahoma amb la part occidental del Territori Indi, en anticipació d'admetre tant el Territori Indi com el Territori d'Oklahoma en un sol Estat d'Oklahoma.

### Guerra civil i reconstrucció
Al començament de la Guerra Civil, el Territori Indi s'havia reduït essencialment als límits de l'actual estat dels Estats Units d'Oklahoma, i els principals residents del territori eren membres de les cinc tribus civilitzades o tribus de les planes que havien estat traslladats a la part occidental del territori en un terreny llogat s les cinc tribus civilitzades. El 1861, els Estats Units va abandonar Fort Washita, deixant als chickasaw i la Nació Choctaw indefensos contra les tribus de les planes. Més tard el mateix any, els Estats Confederats d'Amèrica va signar un Tractat amb choctaws i chickasaws. En última instància, les cinc tribus civilitzades i altres tribus que s'havien traslladat a la zona van signar tractats d'amistat amb la Confederació.
Durant la Guerra Civil, el Congrés li va donar al president l'autoritat per, si una tribu estava "en un estat d'hostilitat real al govern dels Estats Units ... i, per proclamació, declarar tots els tractats amb aquesta tribu abrogats per aquesta tribu" (25 USC Sec. 72).
Abans de la Guerra Civil, la massacre de Pottawatomie (24 a 25 maig de 1856) va ser un dels molts episodis sagnants a Kansas anterior que foren coneguts col·lectivament com a Bleeding Kansas.
Els membres de les cinc tribus civilitzades i altres que s'havien traslladat a la secció d'Oklahoma del Territori Indi, van lluitar principalment sl costat de la Confederació en la guerra civil estatunidenca en Territori Indi. El general de brigada Stand Watie, comandant confederat de la Nació Cherokee, va esdevenir l'últim general confederat a rendir-se en la guerra civil americana, prop de la comunitat de Doaksville el 23 de juny de 1865. Els Tractats de la Reconstrucció, signats després de la Guerra Civil van canviar fonamentalment la relació entre les tribus i el govern dels Estats Units.
La reconstrucció dels Estats Units jugà de manera diferent al territori indi i pels amerindis que per a la resta del país. El 1862 el Congrés va aprovar una llei que permetia al president, per proclamació, cancel·lar els tractats amb les nacions índies del costat de la Confederació (25 USC 72) .." El Comitè de la Cambra dels Estats Units sobre els Territoris (creat el 1825) va ser l'examen de l'eficàcia de la política de deportació dels indis dels Estats Units, que després de la guerra es considera d'eficàcia limitada. Es va decidir que s'executaria una nova política d'assimilació. Per aplicar la nova política, la Comissió de Tractats del Sud va ser creat pel Congrés per escriure nous tractats amb les tribus del costat de la Confederació.
Després de la Guerra Civil la Comissió de Tractats del Sud va reescriure els tractats amb les tribus que es van aliar amb la Confederació, reduint el territori de les cinc tribus civilitzades i facilitant terrenys per reubicar els indis de les planes i les tribus del mig-oest. Els omponents generals dels tractats de substitució signats el 1866 inclouen:
- Abolir l'esclavitud
- Amnistia per posar-se del costat dels Estats Confederats d'Amèrica
- Acordar la legislació que el Congrés i el President "considerin necessàries per a la millor administració de justícia i la protecció dels drets de la persona i els béns dins del Territori Indi."
- Les tribus atorguen el dret de pas per les vies de ferrocarril autoritzats pel Congrés; s'atorgaria una patent de terra, o "escriptura de primer títol" a les seccions alternes dels terrenys adjacents a les vies del tren al final de cada secció de 20 milles d'estacions de pista i d'aigua.
- Dins de cada comtat, una secció de la quarta part de la terra es manté en fideïcomís per a l'establiment de seus de la justícia, i també el nombre més gran de quarts de seccions com els esmentats consells legislatius cregui convenient per al fons permanent d'escoles.
- Es proporciona per a cada home, dona i nen un lot de 160 acres de terra com a assignació.[14]
- Una patent de terra o "escriptura de primer títol" serà expedit com a prova d'adjudicació "emès pel president dels Estats Units, i ratificat pel director general de la nació en què es trobi la terra"
- Declarar tractats i parts de tractats incompatibles amb els tractats de reemplaçament nuls i sense efecte.

Un dels components de l'assimilació seria la distribució de les propietats que tenia la tribu en comú als membres individuals de la tribu
El tractat de Medicine Lodge és el nom general per a tres tractats signats a Medicine Lodge (Kansas) entre el govern dels Estats Units i les tribus de les planes del sud, que en última instància, eren residents a la part occidental del Territori Indi (en última instància, Territori d'Oklahoma). El primer tractat va ser signat el 21 d'octubre de 1867, amb els kiowes i comanxes.
El segon, amb els apatxes kiowes, fou signat el mateix dia. El tercer tractat fou signat amb els xeiennes del sud i arapaho el 28 d'octubre.
Un altre component de l'assimilació era la llei Homestead de 1862, signada com a llei pel president Abraham Lincoln. La llei donava a un sol·licitant títol de domini absolut títol d'una zona anomenada "homestead" - típicament 160 hectàrees (65 hectàrees o una quarta secció) de terra federal no desenvolupada. Dins de Territori Indi, com les terres van ser preses de la propietat tribal comuna es va donar a cada membre de la tribu una patent de terra (o acció de primer títol). La resta del terreny es va vendre sota el concepte de primera ocupació (típicament en la cursa per la terra, amb els colons també rebent un tipus de patent de terra. Per a aquelles antigues terres dels indis, l'Oficina General de Terres distribuí els fons de vendes a les diverses entitats tribals, d'acord amb els termes negociats prèviament.

### Territori d'Oklahoma, fi dels territoris per la condició d'Estat
La Llei Orgànica d'Oklahoma de 1890 creà un territori organitzat incorporat pels Estats Units al Territori d'Oklahoma, amb la intenció de combinar Oklahoma i Territori Indi en un sol Estat d'Oklahoma. Els ciutadans del Territori Indi va intentar, el 1905, ser admesos a la Unió com l'Estat de Sequoyah, però van ser rebutjats per Congrés i una Administració que no volia dos nous estats occidentals, Sequoyah i Oklahoma. Theodore Roosevelt aleshores va proposar un compromís que uniria el Territori Indi amb Territori d'Oklahoma per formar un sol Estat. Això va donar lloc a l'aprovació de l'Oklahoma Enabling Act, que fou signada pel president Roosevelt el 16 de juny de 1906 donant poder a les persones que residien al Territori Indi i Territori d'Oklahoma per escollir delegats a una convenció constitucional de l'estat i, posteriorment, per a ser admès a la unió com un sol estat. Després els ciutadans es van unir per sol·licitar l'admissió d'un sol estat de la Unió. Quan Oklahoma va assolir la condició d'Estat el novembre de 1907 el Territori Indi es va extingir.

## Tribus

### Cinc tribus civilitzades

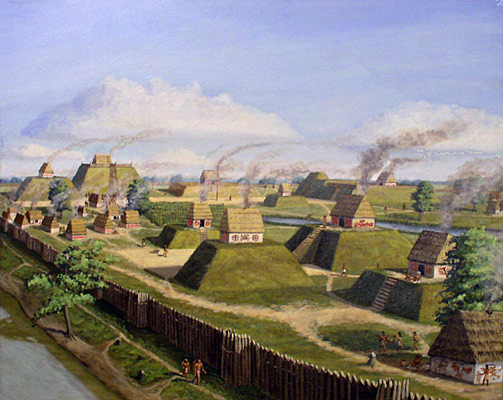
La cultura mississipiana fou una cultura nativa de constructors de monticles que va florir abans de l'arribada dels europeus.

Les que són avui dia conegudes com les cinc tribus civilitzades es va originar al sud-est dels Estats Units, i probablement eren descendents de la cultura del Mississipi, una cultura agrària que va desenvolupar cultius de blat de moro i fesol, amb centres urbans i cacicats regionals, dels quals el major va ser l'assentament conegut com a Cahokia Mounds, en l'actual Illinois. Es desenvoluparen societats estratificades amb elits religioses i polítiques hereditàries, i van florir en el que avui és el Mig Oest, Est i Sud-est dels Estats Units del 800 a 1500 CE.

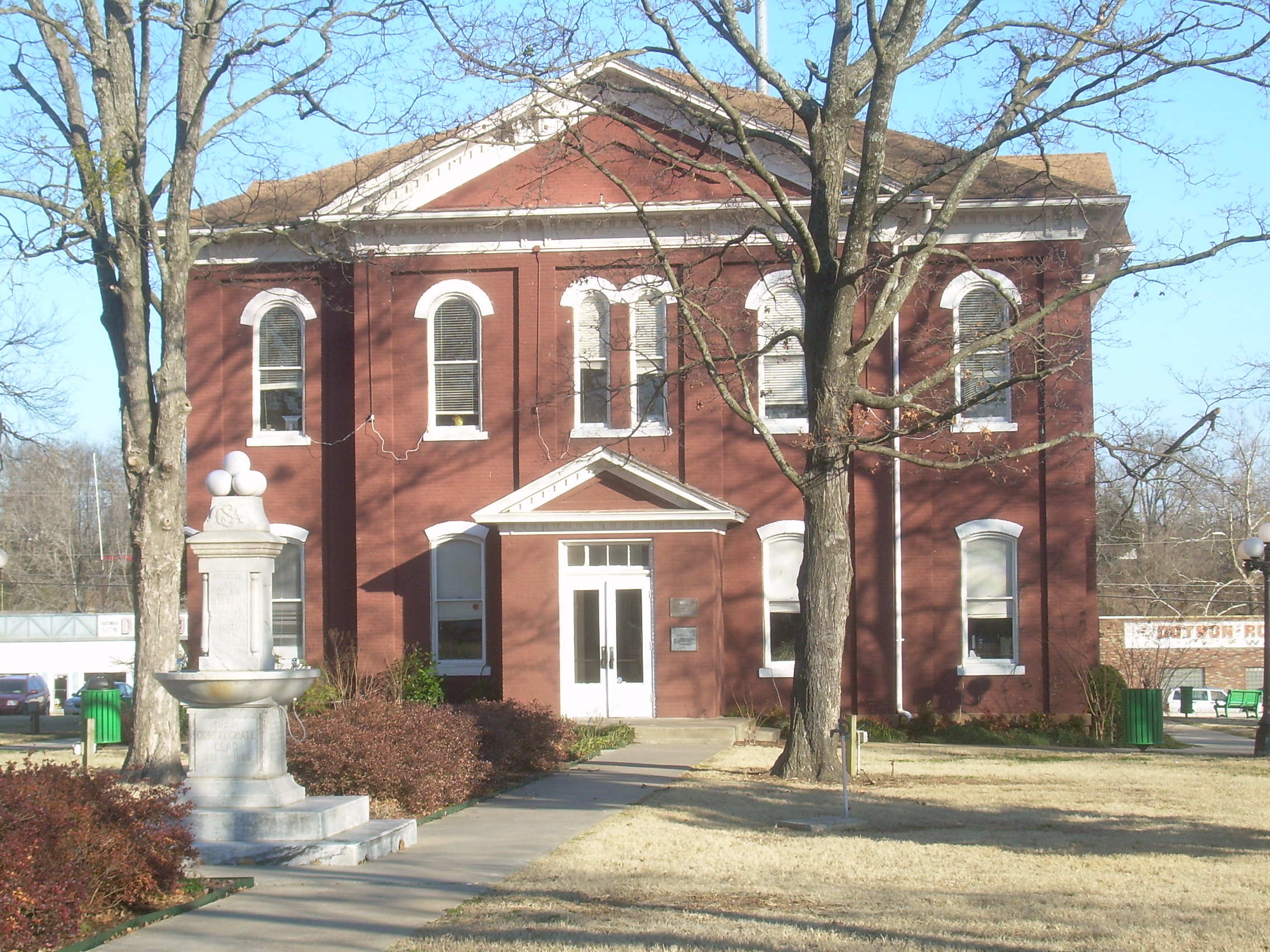
Capitoli Nacional Cherokee a Tahlequah, construït el 1849, és l'edifici públic més antic d'Oklahoma.

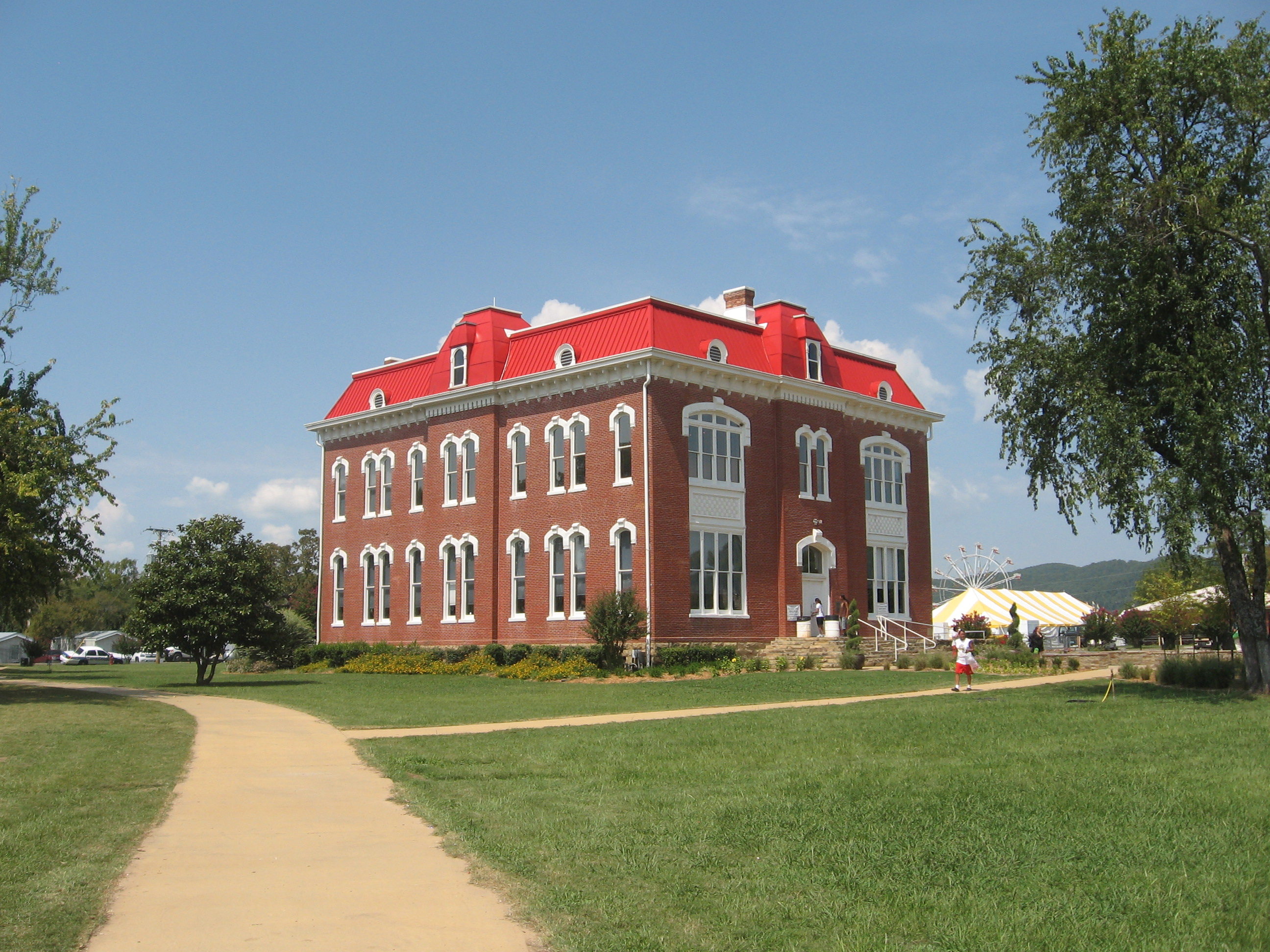
El capitoli històric choctaw a Tuskahoma.

Entre 1814 i 1840 les Cinc tribus civilitzades havien cedit gradualment la major part de les seves terres a la secció sud-est dels Estats Units a través d'una sèrie de tractats. La part sud del Territori Indi (el que eventualment es va convertir en l'Estat d'Oklahoma) va servir com la destinació per a la política de deportació dels indis dels Estats Units, una política seguida intermitentment pels presidents dels Estats Units a principi del segle XIX, però agressivament perseguit pel president Andrew Jackson després de l'aprovació de l’Indian Removal Act de 1830. Les cinc tribus civilitzades del sud eren les tribus més prominents desplaçades per aquesta política, un trasllat que va arribar a ser conegut com el Camí de les Llàgrimes durant el trasllat dels choctaws a partir de 1831. El camí acabava en el que avui és Arkansas i Oklahoma, on ja hi havia molts amerindis que vivien al territori, així com blancs i esclaus fugitius. Altres tribus, com els delaware, xeienne i apatxe van ser també va obligar a traslladar-se al Territori Indi.
Les cinc tribus civilitzades establiren capitals tribals a les següents ciutats:
- Nació Cherokee - Tahlequah
- Nació Chickasaw - Tishomingo
- Nació Choctaw - Tuskahoma (més tard traslladada a Durant)
- Nació Muscogee - Okmulgee
- Nació Seminola - Wewoka

Les cinc tribus civilitzades van establir ciutats com Tulsa, Ardmore, Muskogee, que es van convertir en algunes de les ciutats més grans de l'estat. També van posseir esclaus africans a Oklahoma.
- A partir de 1783 els choctaws signaren una sèrie de tractats primer amb els anglesos i després amb els estatunidencs. El Tractat de Dancing Rabbit Creek va ser el primer tractat de deportació duta a terme en el marc del Indian Removal Act, cedint la terra en el futur estat de Mississipi a canvi de terres en el futur estat d'Oklahoma, el que resulta en la Camí de les Llàgrimes choctaw.
- La Nació Creek va començar el procés de passar a Territori Indi amb el Tractat de Fort Jackson de 1814 i el Tractat de Washington (1826). Pel Tractat de Cusseta de 1832 va cedir totes les terres creek a l'est del riu Mississipi als Estats Units.
- El 1835 el Tractat de New Echota va establir termes sota els quals s'esperava que tota la Nació Cherokee cedís el seu territori al sud-est i passés al Territori Indi establert. Encara que el tractat no va ser aprovat pel Consell Nacional Cherokee, que va ser ratificat pel Senat dels Estats Units i va donar lloc a la Camí de les Llàgrimes cherokee.
- Els chickasaw, en lloc de rebre concessions de terres a canvi de cedir territoris indígenes, van rebre una compensació econòmica. La tribu va negociar un pagament de 3 milions de dòlars per als seus països d'origen (que no va ser totalment finançat pels Estats Units durant 30 anys). El 1836, el Chickasaw va acordar la compra de terres als de la que abans havien marxat els choctaws per 530.000 dòlars.[21]
- Els seminola, originaris de l'actual Florida, van signar el Tractat de Payne's Landing el 1832, en resposta a l'Indian Removal Act de 1830, que va obligar les tribus a moure's al Territori Indi a l'actual Oklahoma. A l'octubre de 1832 una delegació va arribar a Territori Indi i va conferenciar amb els creek que ja s'havia retirat a la zona. El 1833 es va signar un acord a Fort Gibson (al riu Arkansas a l'est de Muskogee), acceptant la zona a la part occidental de la Nació Creek. No obstant això, els caps de Florida no estaven d'acord amb l'acord. Malgrat el desacord, el tractat va ser ratificat pel Senat a l'abril de 1834.

### Tribus del Nord-est

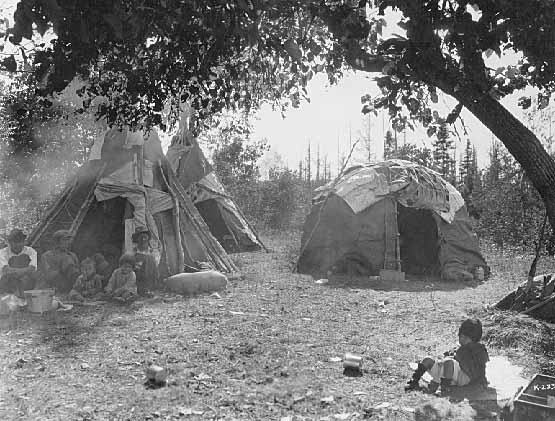
Tipis d'estil sioux o dakota a l'esquerra i wigwam ojibwe a la dreta a White Earth, Minnesota, el 1928

La Confederació dels Llacs Occidentals era una confederació de tribus al voltant de la regió dels Grans Llacs que després de la Guerra d'Independència dels Estats Units s'organitzà per resistir l'expansió dels Estats Units al Territori del Nord-oest. Els membres de la confederació es van retirar finalment a l'actual Oklahoma, incloent-hi shawnee, delaware també anomenats lenapes, miami i kickapoo.
L'àrea de Comtat de Pottawatomie va ser utilitzat per reubicar les tribus iowa, fox i sauk, absentee shawnee, potawatomi i kickapoo. Hi havia cinc tribus civilitzades.
El Consell de Tres Focs és una aliança de les tribus anishinaabemowin o chippewa, ottawa i potawatomi. En el primer dels dos tractats de Prairie du Chien de 1829, les tribus del Consell dels Tres Focs cediren als Estats Units en les seves terres a Illinois Michigan i Wisconsin. El Tractat de Chicago de 1833 va obligar els membres del Consell dels Tres Focs a traslladar-se primer a l'actual Iowa, a continuació a Kansas i Nebraska, i en última instància a Oklahoma.
Els potawatomi d'Illinois es traslladaren a l'actual Nebraska i els potawatomi d'Indiana Potawatomi a l'actual Osawatomie (Kansas), esdeveniment conegut com el Camí de la Mort potawatomi. El grup establit a Nebraska adoptà la cultura dels indis de les planes, però el grup que s'establí a Kansas es va mantenir en la seva cultura dels boscos. El 1867 part del grup Kansas negocià el Tractat de Washington amb els potawatomi en el qual la Banda Prairie de la Nació Potawatomi de Kansas es va dividir i una part va vendre les seves terres de Kansas, comprant terra prop de l'actual Shawnee (Oklahoma), convertint-se la Nació Citizen Potawatomi.
La tribu ottawa d'antuvi va comprar terres vora Ottawa (Kansas) fins a 1867 quan van vendre les seves terres a Kansas i compraren terrenys en una zona administrada per l'Agència Índia Quapaw del Comtat d'Ottawa, convertint-se en la Tribu Ottawa d'Oklahoma.

#### Confederació iroquesa
La Confederació iroquesa era una aliança de tribus, originari de la zona de l'estat de Nova York que consistia en les tribus seneca, cayuga, onondaga, oneida, mohawk, i tuscarora. En dies anteriors a la guerra d'independència la Confederació es va expandir a les zones de Kentucky i nord de Virgínia. Tots els membres de la Confederació, excepte els oneida, es va aliar amb els britànics durant la Guerra de la Independència, i es van veure obligats a cedir les seves terres després de la guerra. La major part es traslladà al Canadà després del Tractat de Canandaigua el 1794, alguns es va quedar a Nova York, i alguns es va traslladar a Ohio, unint-se als shawnee.
Els Tractats de Buffalo Creek de 1838 i 1842 van ser tractats amb els indis de Nova York, com els seneca, mohawk, cayuga i oneida, que abastava la venda de terres de les reserves tribals sota el programa de deportació dels indis dels Estats Units, de manera que tenien previst passar la major part de les tribus de l'est al Territori Indi. Inicialment, les tribus es van traslladar a l'actual estat de Kansas, i més tard a Oklahoma en terra administrada per l'Agència Índia Quapaw.

### Tribus de les Planes

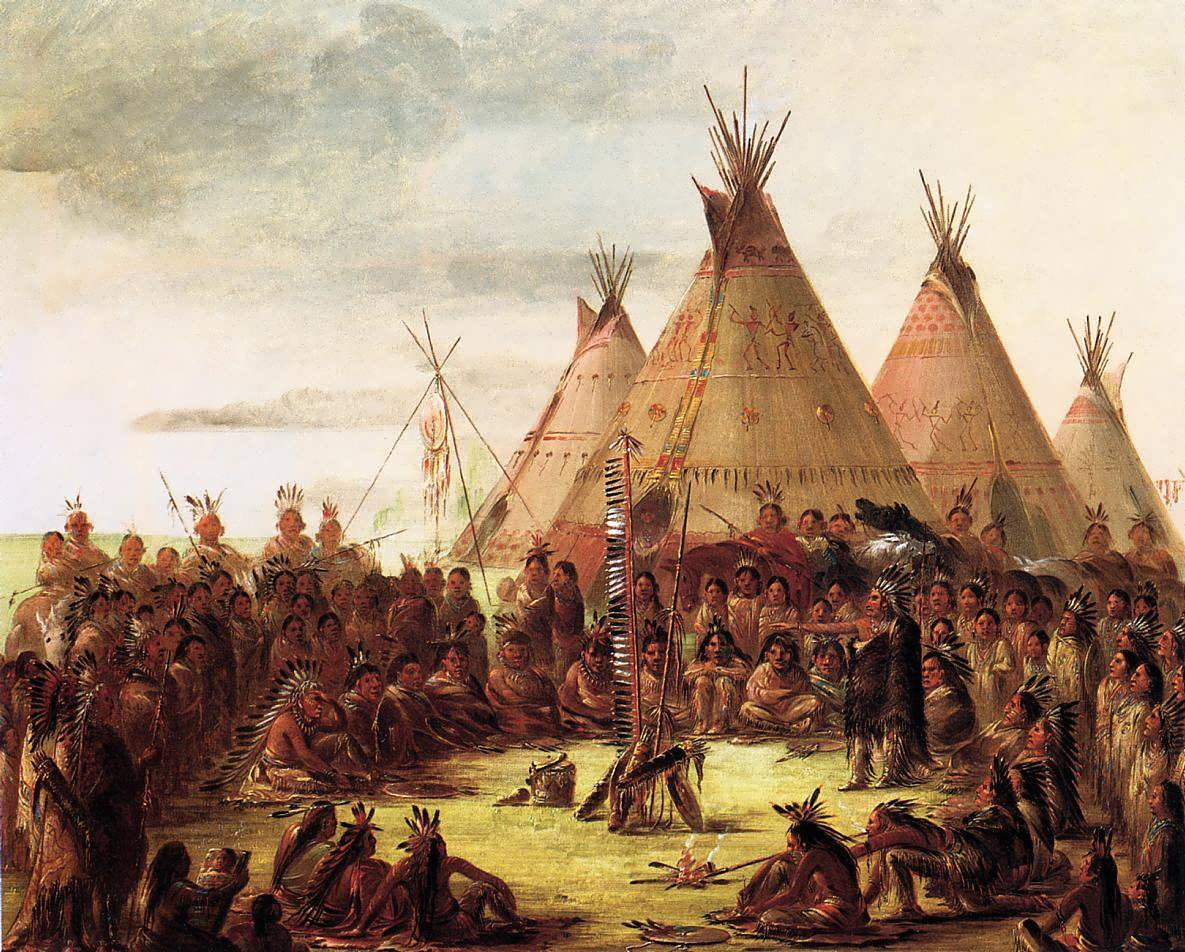
Tipis pintats per George Catlin c. 1830.

Els indis de les planes són un arquetip en l'art i la literatura de tots els nadius americans. Inicialment, algunes tribus d'indis de les planes eren agricultors i altres eren caçadors-recol·lectors. Algunes tribus utilitzaven el gos com a tracció animal per arrossegar petits travois (o trineus) per traslladar-se d'un lloc a un altre. No obstant això, al segle xviii la majoria de les tribus dels plans adoptar la cultura del cavall i es van convertir en nòmades. El tipi (no s'ha de confondre amb el wigwam de les tribus del nord-est i l'oest) va ser utilitzat per indis de les planes com a unitat d'habitatge perquè eren portàtils i podien construir-se ràpidament quan la tribu s'assentava en una nova zona per a la caça o celebrava un Pow wow (reunió periòdica dels curanderos i/o líders espirituals).

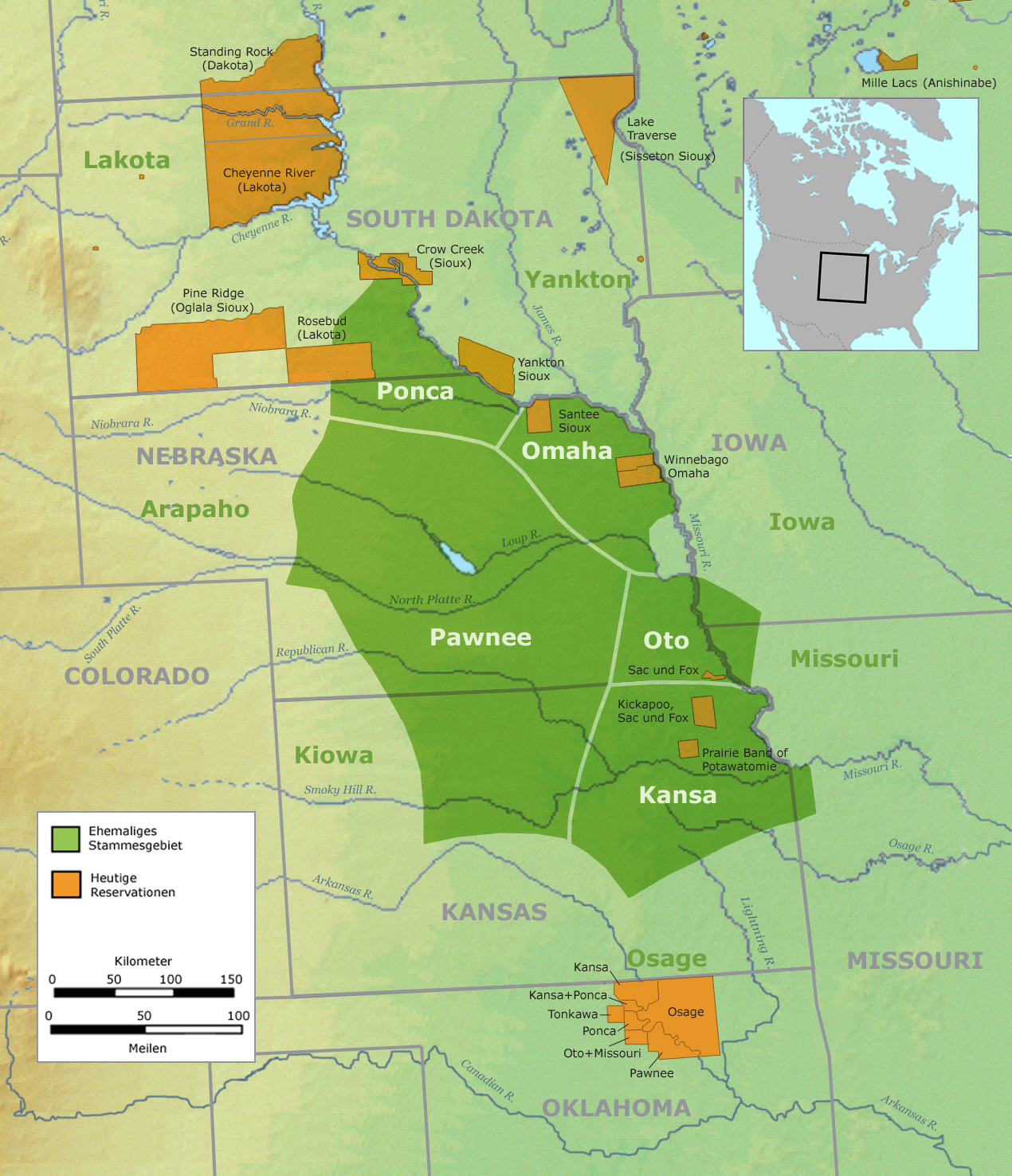
Les diverses tribus de les planes abans del contacte amb els europeus i les petites reserves actuals (en groc)

Històricament, els arapahos havia ajudat als xeienes i lakotes a mantenir kiowes i comanxes al sud de les planes del Nord, la seva zona de caça va variar de Montana a Texas. Kiowes i comanxes controlaven una vasta extensió de territori des del riu Arkansas fins al riu Brazos. El 1840 moltes tribus de les planes havien fet la pau amb les altres i desenvoluparen llenguatge de signes dels indis de les planes com a mitjà per comunicar-se amb els seus aliats.

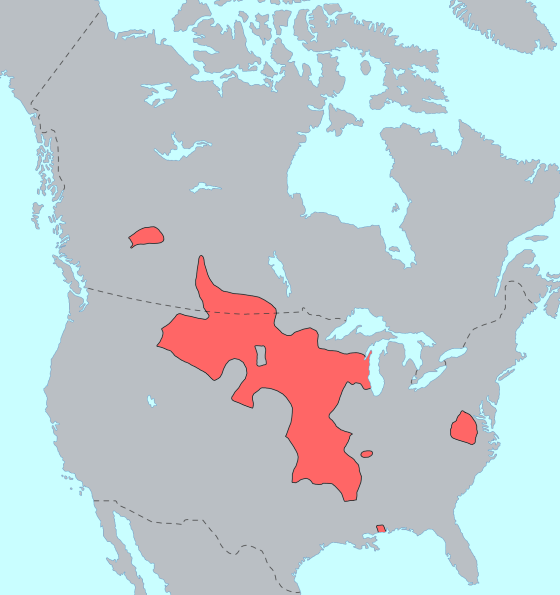
Distribució anterior al contacte de les llengües sioux occidentals

- Els kaw parlaven una de les llengües sioux i eren originaris de l'àrea de Kansas (el nom Kansas deriva del nom de la tribu.) Els kaw eren molt relacionats amb les tribus osage i ponca (que d'antuvi s'assentaren a Nebraska), formant part de la mateixa tribu abans de migrar des de la vall d'Ohio, a mitjans del segle xvii. El 4 de juny de 1873 els kaw es traslladaren de Kansas a una àrea que es convertiria en Comtat de Kay. La seu tribal està a Kaw City (Oklahoma).
- Els ponca parlaven una de les llengües sioux i estan estretament relacionats amb els osage i kanza. La tribu ponca mai va estar en guerra amb els Estats Units i va signar el primer tractat de pau el 1817.[24] El 1858 els ponca va signar un tractat, cedint part de la seva terra als Estats Units a canvi de rendes vitalícies, el pagament d'1,25 dòlars per acre als colons, la protecció de les tribus hostils i una reserva permanent al riu Niobrara en la confluència amb el riu Missouri.[25] El 1868 el Tractat de Fort Laramie entre els Estats Units i els sioux[26] va incloure per error terres ponca en l'actual Nebraska a la Gran Reserva Sioux de l'actual Dakota del Sud. El conflicte entre els ponca i els lakotes, que actualment reclamen la terra com a pròpia per la llei dels Estats Units, va obligar els Estats Units a traslladar als ponca de les seves pròpies terres ancestrals a Territori Indi el 1877, a part dels actuals comtats de Kay i Noble a Oklahoma. La terra va resultar ser de menor qualitat per a l'agricultura i molts membres de la tribu van tornar a Nebraska. El 1881, els Estats Units van retornar 26.236 acres (106,17 km²) del Comtat de Knox als ponca i vora la meitat de la tribu es va moure de nou cap al nord des del Territori Indi. Actualment la Tribu Ponca d'Oklahoma té la seu a Ponca City (Oklahoma).
- La Tribu d'indis Otoe-Missouria parlava una de les llengües sioux i part d'un grup conegut comunament com els Ho-Chunk (o winnebago) traslladats al Territori d'Oklahoma. La tribu és composta per les tribus otoe i missouria i es troba en una part del Comtat de Noble amb oficines tribals a Red Rock (Oklahoma). Ambdues tribus es van originar a la regió dels Grans Llacs, i cap al segle XVI}} s'havien instal·lat a prop dels rius Missouri i Grand a Missouri.[27]

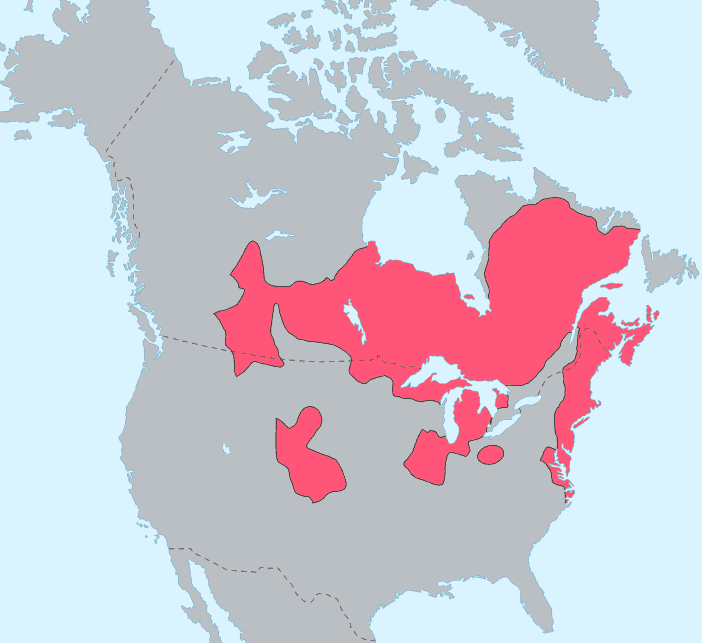
Distribució de les llengües algonquines anteriors al contacte

- Tribus Cheyenne i Arapaho d'Oklahoma són una tribu unida dels arapahos meridionals i els xeienes meridionals, amb seu a Concho (un suburbi rural d'Oklahoma City, Oklahoma)
  - Els xeienes eren originàriament un poble agrícola en l'actual Minnesota i parlaven una llengua algonquina. El 1877, després de la batalla de Little Bighorn (a l'actual Montana) un grup de xeienes foren escortats a l'actual Territori Indi (actualment Oklahoma). Tanmateix no estaven acostumats al clima sec i el menjar era insuficient i de mala qualitat. Un grup de xeienes van sortir del territori sense permís per viatjar de tornada al nord. En última instància, l'exèrcit va deixar d'intentar reubicar el xeiene del Nord de nou a Oklahoma i es va establir una reserva xeiene del Nord es van establir a Montana
  - Els arapahos procedien de l'actual Saskatchewan, Montana i Wyoming, i parlaven una llengua algonquina.

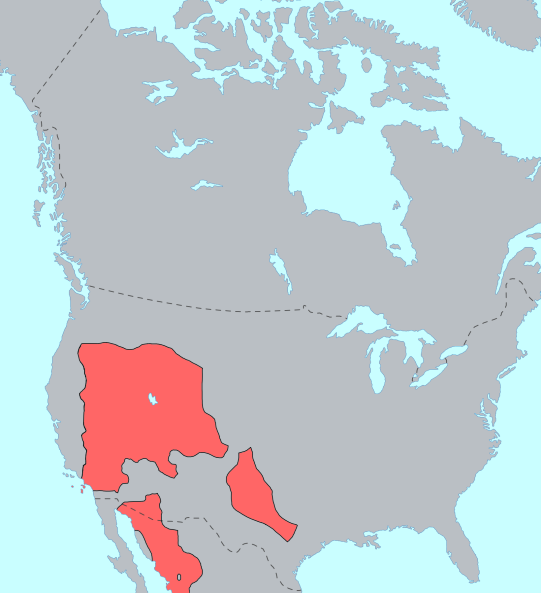
Distribució de les llengües utoasteques del nord abans del contacte

- Els comanxes vivien a l'alt riu Platte a Wyoming com a escissió dels xoixons a finals del segle xvii i parlaven una de les llengües numic de la família uto-asteca. Poble nòmada, els comanxes mai desenvoluparen una idea política de nació o tribu. El 1875 l'última banda lliure de comanxes, liderada per Quanah Parker, es va rendir i fou traslladada a la reserva Fort Sill d'Oklahoma. Els comanxes (i altres tribus) signaren un tractat d'amistat amb els Estats Units el 1835.[28] Un tractat addicional fou signat el 1846.[29] La Nació Comanxe té la seu a Lawton (Oklahoma).

- Els pawnee parlaven una llengua caddo. Eren originaris de la zona d'Omaha (Nebraska). Al segle xvi Francisco Vásquez de Coronado va tenir una trobada amb un cap pawnee. En la dècada de 1830 l'exposició a malalties infeccioses com el xarampió, verola i còlera delmà la tribu. El Tractat de 1857 amb els pawnee[30] va reduir la seva àrea de distribució a una àrea al voltant del Comtat de Nance. El 1874 la tribu es va traslladar a la terra al Cherokee Outlet al Territori d'Oklahoma al Comtat de Pawnee. La seu tribal es troba a Pawnee (Oklahoma).

- Els tonkawes parlaven una llengua aïllada, sense llengües relacionades conegudes, semblen haver habitat el nord-est d'Oklahoma al segle xv. No obstant això, al segle xviii, els apatxes de les planese van empènyer als tonkawa al sud fins a l'actual sud de Texas. Després que Texas va ser admès com a Estat, els tonkawa van signar el Tractat de 1846 amb els comanxes i altres tribus a Council Springs, Texas.[29] Després de posar-se del costat de la Confederació, actuant com a exploradors per als Rangers de Texas, la massacre tonkawa prop de Lawton va matar a aproximadament la meitat de la tribu. El 1891 els tonkawa van rebre adjudicacions al Cherokee Outlet prop de l'actual Tonkawa.

### Tribus índies d'Oklahoma
Com que Oklahoma està situat entre les Grans Planes i l'altiplà d'Ozark a la conca hidrogràfica del Golf de Mèxic, la part occidental de l'estat és sotmesa a llargs períodes de sequera i els alts vents de la regió poden generar tempestes de pols, i la part oriental de l'estat és una zona de clima subtropical humit. Les tribus ameríndies que vivien a l'actual Oklahoma eren tan agràries que es van establir a la part oriental de l'estat i caçadores-recol·lectores que adoptaren la cultura del cavall instal·lades a la part occidental de l'estat. Aquestes tribus indígenes són les úniques tribus que resideixen actualment a l'Estat d'Oklahoma que estan qualificades per exhibir títol aborigen de la seva terra. Altres tribus van rebre la seva terra, ja sigui per tractat a través de concessió de terra pel govern federal dels Estats Units o bé la van comprar rebent títol de propietat.

### Tribus agràries

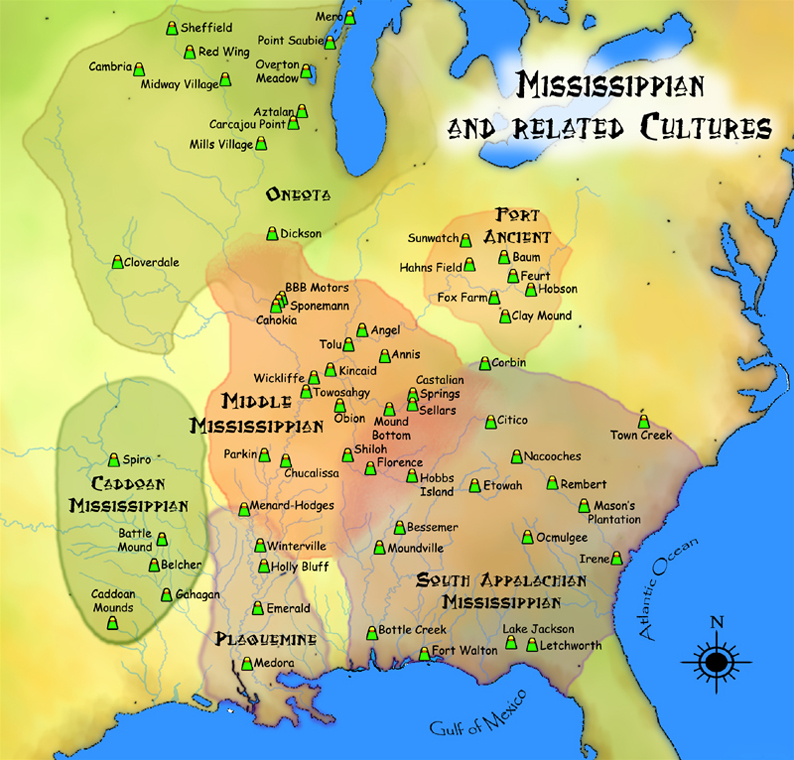
Mapa mostrant les àrees aproximades de les cultures del Misissippi incloent la caddo al sud-est d'Oklahoma.

- Els caddos parlaven llengües caddo i és una confederació de diverses tribus que tradicionalment van habitar gran part del que avui és l'Est de Texas, nord de Louisiana i parts del sud d'Arkansas i Oklahoma. La tribu és part de la cultura caddo del Mississipi i es creu que una extensió dels pobles del període Silvícola que van començar a habitar la zona al voltant de 200 aC. En un Tractat de 1835[31] fet a l'agència de seu de la nació Caddo i l'Estat de Louisiana, la Nació Caddo va vendre les seves terres tribals als Estats Units. El 1846 els caddos juntament amb diverses altres tribus van signar un tractat que va fer els caddo un protectorat dels Estats Units i establí el marc d'un sistema legal entre els caddo i els Estats Units.[29] La seu tribal és a Binger (Oklahoma).
- Els wichita parlen una llengua caddo. Els wichita havien viscut a l'oest de les Grans Planes des del riu Red al nord de Nebraska des de feia almenys 2.000 anys.[32] Els primers wichites eren caçadors i recol·lectors i lentament adoptaren l'agricultura, cap al 900 van començar a fer viles agràries en terrasses al riu Washita i al sud del riu Canadian a Oklahoma. Els wichita (i altres tribus) signaren un tractat d'amistat amb els Estats Units el 1835.[28] La seu de la tribu és a Anadarko (Oklahoma).

### Tribus caçadores-recol·lectores
- Els kiowes eren originaris de l'àrea del Parc Nacional de les Glaceres, Montana i parlen una llengua Kiowa-Tano. Al segle XVIII els kiowes i els apatxes kiowes es traslladaren a les planúries adjacents al riu Arkansas en Colorado i Kansas i al riu Red del Texas Panhandle i Oklahoma. El 1837 ela kiowwa (i altres tribus) van signar un tractat d'amistat amb els Estats Units que va establir un marc per al sistema legal administrat pels Estats Units. Participaren en el comerç entre les Repúbliques de Mèxic i Texas.[33] La seu tribal és a Carnegie.
- Apatxe kiowa o apatxes de les planes, una branca dels apatxes que vivia a la part superior de l'àrea del riu Missouri i parlaven una de les llengües atapascanes meridionals. Al segle XVIII la branca va emigrar al sud i va adoptar l'estil de vida dels kiowes. La seu tribal és a Anadarko (Oklahoma).
- La Nació Osage parla una de les llengües sioux i és originària de l'actual Kentucky. Com la Confederació iroquesa es va traslladar al sud els osage es va mudar a l'oest. A principis del segle XVIII els osage s'havien convertit en el poder dominant a Oklahoma, Arkansas, Missouri i Kansas, controlant gran part de la terra entre el riu Red i el riu Missouri. De 1818-1825 una sèrie de tractats redueix les terres osage a Independence. Amb el Tractat de Drum Creek de 1870 la terra de Kansas va ser venuda per 1,25 $ per acre i els osage va comprar 147.000 acres (5.900 km²) al Cherokee Outlet, a l'actual Comtat d'Osage. Mentre que els osage no va escapar a la política federal d'assignar terres tribals comunals als membres tribals individuals, van negociar per retenir comunals drets minaires per a les terres de la reserva. Aquests van ser reclamats més endavant per tenir grans quantitats de petroli, i els membres de la tribu es van beneficiar dels ingressos per regalies de l'explotació i producció de petroli. Direccions tribals estan a Pawhuska (Oklahoma).

## Govern
Durant la Reconstrucció quan la superfície del Territori Indi es va reduir, els tractats renegociats amb les cinc tribus civilitzades i les tribus que ocupaven la terra de l'Agència Índia Quapaw contenien disposicions per a una estructura de govern en Territori Indi. Els tractats de substitució signats el 1866 contenien disposicions per:
- La Legislatura del Territori Indi tindria la representació proporcional de les tribus més de 500 membres.
- Les lleis entrarien en vigor, llevat que fossin suspeses pel secretari de l'Interior o el president dels Estats Units
- No s'han d'aprovar lleis que puguin ser contràries a la Constitució dels Estats Units, o a les lleis del Congrés, o als tractats amb els Estats Units.
- No s'aprovarà legislació sobre les "qüestions relatives a l'organització legislativa, judicial o d'altre tipus, lleis o costums de les diverses tribus o nacions, a excepció del que aquí sigui disposat"
- El Superintendent d'Afers Indígenes (o persona designada) és el president de l'Assemblea Legislativa a Territori Indi
- El secretari de l'Interior nomenarà el secretari de la Legislatura a Territori Indi
- Podrà establir-se un tribunal o tribunals en Territori Indi amb la jurisdicció i organització que prescrigui el Congrés: «A condició que aquesta no ha d'interferir en el poder judicial local de qualsevol d'aquestes nacions.»
- Cap sessió en un any pot excedir el termini de trenta dies, i les sessions extraordinàries sempre podran ser convocades sempre que, segons el parer de la Secretaria de Governació, els interessos d'aquestes tribus ho requereixi.

En una continuació de la nova política, la Llei Orgànica d'Oklahoma de 1890 va ampliar les lleis civils i penals d'Arkansas sobre el Territori Indi, i va estendre les lleis de Nebraska sobre el Territori d'Oklahoma.